# Carolus Souliaert
Carolus Souliaert alias: Swillaert / Swillart / Swilliart, was een polyfonist uit de Franco-Vlaamse School, werkzaam in de eerste helft van de 16de eeuw (overleden in 1540). 
Weinig staat bekend over zijn leven. Enkele Nederlandse liederen van Souliaert/ Swillaert werden door  Tielman Susato gepubliceerd. 
In "Het Ierste musyck Boexken" van 1551 is er één zetting van Carolus Swillart of Swilliart (verschillende spellingen zijn aangehouden in de stemboekjes) van het lied "Myn liefkens bruyn ooghen". 
In "Het tweeste musyck boexken" (in hetzelfde jaar verschenen) zijn vijf liederen van Carolus Souliaert opgenomen, met name: 
"Een costerken op syn",
"Het soude een knecktken",
"Ick ghinck gisteravent",
"Ick truere/Druck en verdriet" en
"Wilt doch met maten".
Susato gaf ook een motet van Souliaert uit in zijn verzameling "Liber secundus ecclesiasticarum" van 1553. Enkele geestelijke werken van Souliaert zijn handschriftelijk overgeleverd.